# Keizersvrouwen
Keizersvrouwen is een Nederlandse misdaadserie uitgezonden door AVROTROS op NPO 3. De serie is in Nederland, de VS en andere landen te zien op Netflix, onder de naam Women of the Night.

## Verhaal
Xandra Keizer wordt door haar vriendin Pamela gevraagd om te helpen met het organiseren van een event voor haar escortbureau. Na een geslaagde avond raakt ze hier steeds meer bij betrokken. Een paar jaar geleden is ze met veel moeite ontsnapt uit de duistere drugswereld van haar moeder Sylvia. Al snel vindt ze haar weer tegenover zich. Dit zet de relatie met haar echtgenoot en dochter onder zware druk.

## Rolverdeling
- Xandra Keizer (Karina Smulders) - Leidt het escortbureau van haar vroegere vriendin Pamela
- Michiel Pressman (Matteo van der Grijn) - Echtgenoot van Xandra, spindoctor van de burgemeester
  - jonge Michiel (Joshua Albano)
- Lulu Keizer (Susan Radder) - Dochter van Xandra, op zoek naar liefde en bevestiging
- Sylvia Keizer (Hilde Van Mieghem) - Moeder van Xandra, leidster van een drugskartel
- Ralph Konijn (Dragan Bakema)
- Peter 'Beertje' Dolsen  (Thijs Römer)
- Pamela (Imanuelle Grives)
- Ronnie (Mike Libanon)
- Cees de Wolf (Roeland Fernhout)
- Bibi Standbergen (Anne-Laure Vandeputte)
- Marieke (Christine) (Daphne Wellens)
- Marina Carmin (Barbara Sarafian)
- Yassin El Hamdaoui (Saman Amini) - Leidt het undercover-politieonderzoek
- Ed (Ruben Lürsen) - Een klant van de escorts in aflevering 4

## Afleveringen
1. 10 november 2019 - Vrijheid lonkt
2. 17 november 2019 - De allerkleinste zonde
3. 24 november 2019 - Een dure draai
4. 1 december 2019 - Het spel bepaalt de regels
5. 8 december 2019 - De Deal
6. 15 december 2019 - Tweestrijd
7. 22 december 2019 - Raak
8. 29 december 2019 - Ontmaskerd
9. 5 januari 2020 - Lokaas
10. 12 januari 2020 - Achter de spiegel